# Бабій Володимир Васильович
Володимир Васильович Бабій (нар. 22 січня 1950, село Григорівка, тепер Сороцького району, Молдова — ?) — молдавський радянський діяч, 1-й секретар ЦК ЛКСМ Молдавії. Член ЦК КП Молдавії в 1981—1986 роках. Депутат Верховної Ради Молдавської РСР 10-го скликання.

## Біографія
Народився в селянській родині.
У 1972 році закінчив Кишинівський політехнічний інститут імені Сергія Лазо.
У 1972—1975 роках — асистент, старший викладач, заступник декана механічного факультету Кишинівського політехнічного інституту імені Сергія Лазо.
Член КПРС з 1975 року.
У 1975 році — секретар, у 1975—1976 роках — 2-й секретар, у 1976—1977 роках — 1-й секретар Фрунзенського районного комітету ЛКСМ Молдавії міста Кишинева.
У 1977 році — 2-й секретар Кишинівського міського комітету ЛКСМ Молдавії.
У 1977—1978 роках — інструктор відділу комсомольських органів ЦК ВЛКСМ у Москві.
У 1978—1980 роках — 1-й секретар Кишинівського міського комітету ЛКСМ Молдавії.
У березні 1980 — лютому 1984 року — 1-й секретар ЦК ЛКСМ Молдавії.
Подальша доля невідома.

## Нагороди
- орден Дружби народів
- медалі